# Archäologische Ausgrabungsstätten im Cagayan Valley
Die Archäologischen Ausgrabungsstätten im Cagayan Valley umfassen insgesamt 161 Ausgrabungsorte im Norden der Insel Luzon auf den Philippinen. Sie liegen im Tal des Flusses Cagayan auf dem Gebiet der Gemeinden Peñablanca und Solana.

## Bedeutung der Funde
Die archäologischen Ausgrabungen haben die Sicht auf die Frühgeschichte der Philippinen soweit erweitert, dass althergebrachte Vorstellungen über die permanente Isolation, über die Besiedlungsgeschichte und über die Entwicklung der Kultur auf der Inselgruppe als widerlegt gelten. Die frühesten fossilen Menschenreste wurden mittels der Uranium-Thorium Methode auf ein Alter von ca. 67.000 Jahren datiert; es handelt sich hierbei um den Homo luzonensis aus der Callao-Höhle. Sie sind damit 20.000 Jahre älter als die in den Tabon-Höhlen auf Palawan gefundenen Fossilien und werfen neue Fragen zur frühesten Besiedlung der Inselgruppe auf. Nach Ansicht einiger Archäologen widerlegen diese Funde die bisher akzeptierte Landbrückentheorie (Einwanderung via Borneo und Palawan) und zeigen die Fähigkeit dieser frühen Menschen, schon im frühen Jungpleistozän größere Gewässer zu überqueren.
Die Ausgrabungsstätten im Cagayan Valley sind die reichhaltigsten Fundorte der menschlichen Entwicklungsgeschichte und der heimischen Flora und Fauna auf den Philippinen. Sie lieferten Funde aus der Altsteinzeit, der Jungsteinzeit und dem Übergang zur Eisenzeit. Dabei ergaben sich auch Indizien für die Domestizierung der einheimischen Tier- und Pflanzenwelt. Zusammenfassend ergaben die Grabungsergebnisse, dass die Inselgruppe der Philippinen niemals so isoliert war, wie früher angenommen wurde. Die Völker der Philippinen haben zu jeder Zeit Handel mit den anderen Völkern und Staaten Südostasiens betrieben.
Verschiedene Funde der Ausgrabungen werden im Cagayan Museum and Historical Research Center in Tuguegarao City und dem Nationalmuseum der Philippinen in Manila präsentiert. Die archäologischen Ausgrabungsstätten im Cagayan Valley stehen seit 2006 auf der Vorschlagsliste der Philippinen zur Aufnahme in die Welterbeliste der UNESCO.

## Ausgrabungsorte Solana
Die Ausgrabungsorte in der Gemeinde Solana umfassen insgesamt 68 Höhlen und Felsformationen, die in der Awidon-Mesa-Gesteinsformation in den östlichen Ausläufern der Cordillera Central liegen. Auf dem Gebiet der Espinosa-Ranch wurden zwei Feuersteinwerkzeuge gefunden, die die Anwesenheit des Homo erectus auf den Philippinen belegen. Andere Funde belegen, dass das Cagayan Valley in der Frühzeit von verschiedenen Vertretern der Stegodonten, Elefanten und anderen Vertretern der Megafauna besiedelt war.

## Ausgrabungsorte Peñablanca
Die Ausgrabungsorte auf dem Gebiet der Gemeinde Peñablanca umfassen insgesamt 93 Fundorte und liegen teilweise im Naturschutzgebiet Peñablanca Protected Landscape & Seascape. Sie liegen in der Callao-Kalksteinformation in der nördlichen Sierra Madre. Der bedeutendste Fundort liegt in der Callao-Höhle. Dort wurden die bislang ältesten Fossilien eines Vertreters des anatomisch modernen Menschen gefunden. Die fossilen Knochenfunde wurden als grazil beschrieben, was zuerst auf einen kleinwüchsigen Homo sapiens oder vielleicht auf eine bislang unbekannte Art der Gattung Homo hinwies und schließlich im Jahr 2019 als Homo luzonensis erstmals als eigene Unterart der Gattung Homo beschrieben wurde. Unbestritten ist jedoch, dass die fossilen Überreste aus der Callao-Höhle als bislang älteste Funde der Gattung Homo östlich der Wallace-Linie gelten. In einigen Höhlen wurden auch Felsmalereien entdeckt.